# Dynetics X-61 Gremlins
Dynetics X-61 Gremlins je experimentální bezpilotní letadlo (UAV) navržené společností Dynetics (nyní vlastněno firmou Leidos), který vznikl na základě projektu vojenské agentury DARPA. X-61 Gremlins jsou vyvíjené s cílem najít levný a znovupoužitelný dron vysazovaný a zachycovaný za letu.  Dynetics uvádí, že by měl najít uplatnění v různých typech misí, ať už jde o potlačování protivzdušné obrany, nebo při navádění palby v rámci letecké podpory. Způsobem svého plánovaného vypuštění a zachycení připomíná parazitní letouny. Očekávaná životnost bezpilotních letounů Gremlin je 20 misí. 

## Historie

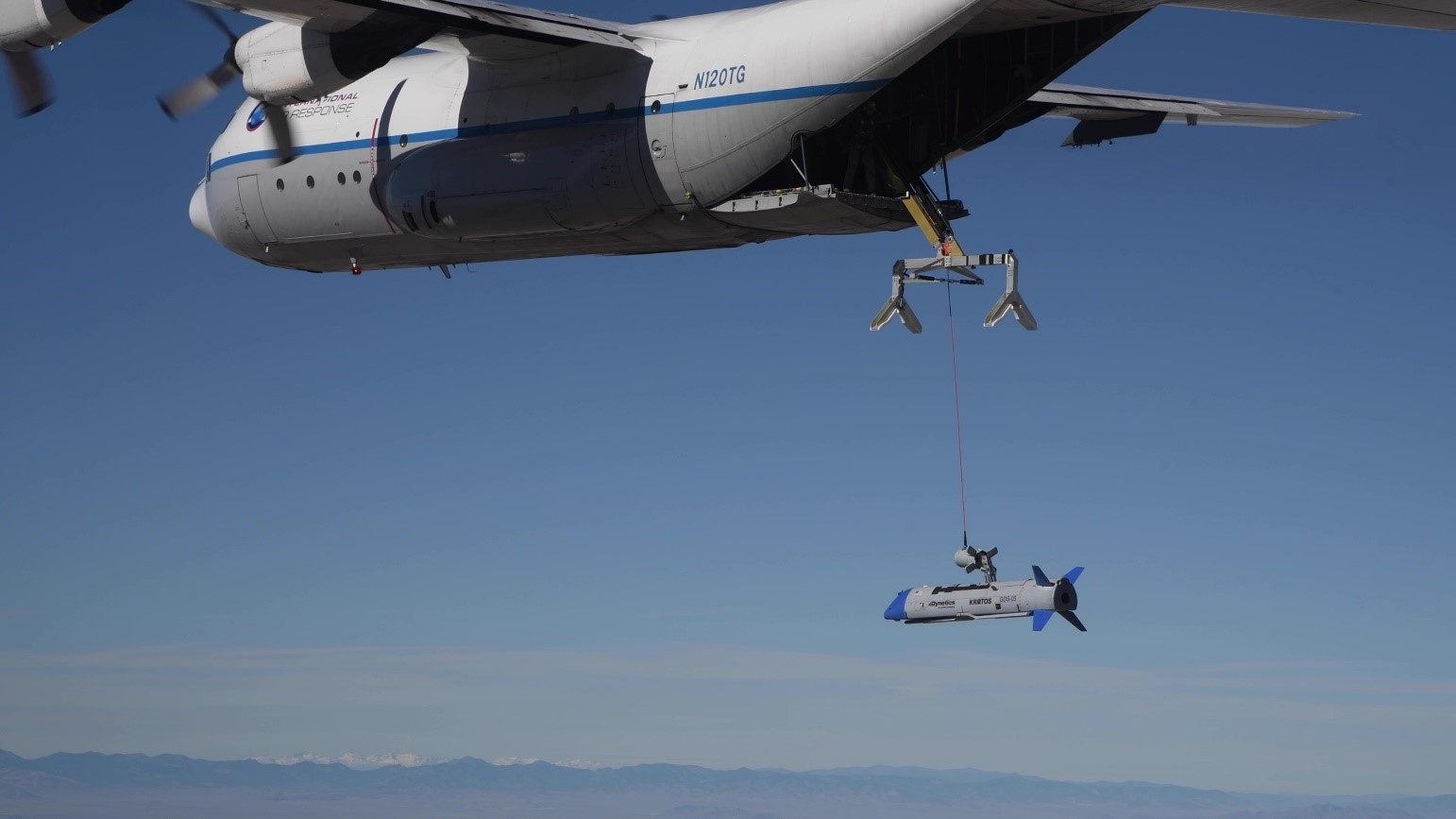
X-61A zachycený letounem C-130

V roce 2015 DARPA oznámila zahájení programu Gremlins na vytvoření skupiny bezpilotních letadel vypouštěných z letadel před vstupem do nepřátelské obrany. Tohoto programu se zúčastnily čtyři týmy, které byly vedeny společnostmi Composite Engineering, Dynetics, General Atomics Aeronautical Systems a Lockheed Martin. Ve fázi 1 tohoto projektu bylo cílem připravit podmínky pro vznik leteckého demonstrátoru. Mělo dojít k ověření technik vypouštění a zachytávání dronů a konceptu integrace a vybavení. Dále bylo nutné prozkoumat nízkonákladovost konstrukce draku, který má omezenou životnost, se zřetelem na použití na současné technologie a jen mírné úpravy současných letadel. Ve fázi 1 také záleželo na přesnosti řízení a relativní navigaci. V březnu 2017 získala společnost Dynetics kontrakt ve výši 21 milionů dolarů na fázi 2 tohoto programu. Tým společnosti Dynetics složený ze společností Kratos Defense & Security Solutions, Sierra Nevada Corporation, Applied Systems Engineering, Williams International, Systima Technologies, Airborne Systems, Moog a International Air Response v této fázi musel navrhnout podrobný návrh letounu.  18. dubna 2018 společnost Dynetics oznámila, že získala dalších 38,6 milionu dolarů na třetí fázi programu. Třetí fáze programu Gremlins je zaměřená mimo jiné na vypuštění dronů a následné zachycení 4 dronů modifikovaným letounem C-130 Hercules, přičemž vyzvednutí dronů na palubu letounu C-130 se má podařit v čase do 30 minut. Bezpilotní letoun Gremlin se má připojit k zařízení spuštěnému z letounu C-130, podobně jako se letouny připojují pro tankování za letu, následně má být vypnut, vyzdvižen a uložen na palubu letounu C-130. 5. července 2019 zemětřesení poblíž Naval Air Weapons Station China Lake poškodilo některé z prvních zkušebních zařízení X-61A a zdrželo program. První let letounu X-61A proběhl 23. listopadu 2019 poblíž Salt Like Citynad oblastí Dugway Proving Ground. Dron byl vypuštěn z letounu C-130 a jeho let trval 1 hodinu a 41 minut. Let měl být zakončen přistáním na padáku, ale ten dronu selhal a dron byl ztracen. Další zkušební let se měl uskutečnit na jaře 2020, ale z důvodu pandemie se uskutečnil až v srpnu 2020. Trval 2 hodiny a 12 minut. Dron letěl ve formaci s letounem C-130 ve vzdálenosti 125 stop (38,1 m) za a 125 stop pod letounem. Druhý let byl zakončen vypuštěním padáku. Během toho testu bylo také vyzkoušen dron X-61 připoutaný k mateřskému letounu pomocí zachycovacího zařízení.  Zatím poslední letecké testy se uskutečnili na podzim 2020 s trojicí dronů. Během nich bylo uskutečněno 9 pokusů o spojení s mateřským letounem. Proudění okolo letounu se ale ukázalo dynamičtější než se očekávalo a drony nakonec bezpečně přistály pomocí padáků. Další letecké testy byly naplánované na jaro 2021. 
Steve Fendley prezident divize bezpilotních letounů společnosti Kratos uvedl, že vláda USA má na drony Gremlin další požadavky, mezi něž patří možnost nést zbraně a doplnit jejich výzbroj na palubě mateřského letounu a znovu jej nasadit během téhož letu. Další testy dronů Gremlin měly proběhnout v říjnu až listopadu 2021. Agentura DARPA uveřejnila 5. listopadu 2021 zprávu, ve které oznámila úspěšné zachycení dronu a jeho vyzdvižení na palubu, které mělo proběhnout v říjnu, během čtvrtého letového testu. Během tohoto testu byly nasazeny tři drony. Jeden z nich byl zničen.
National Aeronautic Association (NAA) zařadila drony X-61 mezi finalisty Collier Trophy za rok 2021.

## Dron
X-61 Gremlin je navržen tak, aby jej bylo možné do oblasti působení dopravit letounem ať už na vnějších závěsnících, tak na rotačních závěsnících současných letadel. Dron X-61A je poháněn dvouproudovým motorem Williams F107. Křídla dronu jsou v přepravní pozici pod trupem dronu. Po jeho vypuštění se konstrukce křídla otočí o 90° do letové polohy. Ocasní plochy dronu mají tvar písmene X. Dron může nést různé užitečné zatížení, včetně elektrooptických senzorů, infračervených senzorů, systémů elektronického boje a zbraní.  UAV je poloautonomní, což umožňuje řídit jeho činnost buď z mateřského letounu nebo z pozemního stanoviště. Má operovat v rojích s dalšími Gremliny s nimiž sdílí informace.
Po zachycení letounu, by měl být dron připraven do další akce do 24 hodin.

## Název dronu
Název projektu a dronů se podle DARPA odkazuje na smyšlené šibalské skřítky Gremliny, kteří přinášeli štěstí britským pilotům, během bojů druhé světové války. Má tak symbolizovat bezpečnost a spolehlivost dronů při provádění misí. Zajímavostí je, že v té době byli Gremlini také považováni za zlomyslné skřítky, kteří způsobovali poruchy a nehody letadel.

## Specifikace
Obecné charakteristiky
- Nosnost: 65,7 kg
- Délka: 4,2 m
- Rozpětí: 3,47 m
- Šířka: 0,57 m
- Výška: 0,52 m
- Celková hmotnost: 680 kg
- Pohonná jednotka: 1× dvouproudový motor Williams F107, o tahu 3,1 kN

Výkony
- Maximální výška pro vypuštění: 12 192 m (40 000 stop)
- Maximální výška pro zachycení: 6 096 m (20 000 stop)
- Maximální rychlost: Mach 0,6
- Dolet: 560 km